# Islas Caimán en los Juegos Olímpicos de Montreal 1976
Las Islas Caimán estuvieron representadas en los Juegos Olímpicos de Montreal 1976 por dos deportistas masculinos que compitieron en vela.
El equipo olímpico no obtuvo ninguna medalla en estos Juegos.